# Geneza lęku
Geneza lęku – lęk definiowany jest jako „uczucie trwogi, obawy przed czymś, strach”; również jako „niejasny, nieprzyjemny stan emocjonalny charakteryzujący się przeżywaniem obaw, strachu, stresu i przykrości”. Towarzyszy człowiekowi od zawsze, a rozważania na temat istoty lęku sięgają okresu klasycznego i największych filozofów.
Pierwsze dyskusje na temat lęku pojawiły się w dziejach starożytnej Grecji, kiedy to greccy filozofowie koncentrowali się na zagadkach ludzkiej duszy. W tym okresie lęk postrzegany był jako objaw słabości człowieka.

## Lęk w ujęciu starożytnych filozofów
Na określenie lęku i sposobu jego postrzegania w okresie starożytnym ogromny wpływ ma Sokrates i jego intelektualizm etyczny. Wskazuje on wiedzę jako wyznacznik dobrego postępowania, jednocześnie klasyfikując lęk jako niedoskonałość intelektualną (głupota) i etyczną (tchórzostwo).
Według Platona strach, jako synonim lęku, „bezmyślnych rad udziela” i wszyscy powinni kierować się prawem i sprawiedliwością. Obawa przed więzieniem czy śmiercią nie może być wytłumaczeniem nieuczciwości.
Arystoteles zwraca zaś uwagę na wpływ wstydliwości na odczuwanie lęku. Twierdzi, że ludźmi kieruje strach przed hańbą i karą. W czasach starożytnych czyny takie, z moralnego punktu widzenia, uznawane były za negatywne i umiejscawiane w sferze irracjonalności. Arystoteles zauważa także podobieństwo lęku przed niesławą do lęku przed niebezpieczeństwem. Tak jedno, jak i drugie objawia się czymś cielesnym (rumienienie się, bladnięcie). Dlatego też uznaje doświadczenie lęku za wspólne ludziom i zwierzętom. Ta filozoficzna myśl określa zatem, że człowiek lękliwy to człowiek, któremu brakuje rozumu.
Seneka wpisując się w myśli innych filozofów wskazuje, że człowiek jest w stanie zapanować nad swoim ciałem i jego reakcjami, a tym samym nad lękiem. Według niego:

Gwarancją wolności jest pogarda dla własnego ciała.

### Przyczyny i sposoby walki z lękiem wg greckich i rzymskich filozofów
Filozofia starożytna wskazuje, że częściej niż rzeczywiste zagrożenie, impulsem dla lęku są rzeczy urojone, niepewne i złudne. Jednak jako najczęstszą jego przyczynę określa pewność i nieuchronność śmierci. Przedstawiane przez filozofów sposoby zwalczania lęku skupiają się na dwóch aspektach. Poszukiwania uzasadnienia nieśmiertelności duszy (Platon, Arystoteles) oraz przyjmowania śmierci jako czegoś nieuniknionego (Seneka).
Jednak filozofia nie skupia się jedynie na zwalczaniu obaw związanych przed śmiercią. Próbuje również znaleźć sposoby na walkę z masowymi lękami urojonymi. Przykładem tego może być strach przed bogami, wskazujący w człowieku pierwiastek szaleństwa:

Nikt zdrowy na umyśle nie lęka się bogów. Szaleństwem bowiem jest bać się tego co zbawienne, nikt też nie kocha tych, których się lęka.

Epikur zaś definiuje lęk jako przyczynę cierpienia, które uniemożliwia odczuwanie radości. Dlatego też filozofia ma być lekarstwem w drodze do osiągnięcia szczęścia.
Znaczącym dla filozofów jest stwierdzenie, że pewne lęki są nabyte, a skoro tak, można również się ich pozbyć. Według Arystotelesa człowiek staje się lękliwy bądź mężny poprzez działania i decyzje, które podejmuje.
Warto jednak zauważyć, że doktryna arystotelesowska nie opiera się całkowicie na negatywnym postrzeganiu lęku, co wpisuje się w popularny schemat starożytnych tekstów. Wskazuje, że w zetknięciu się z rzeczami strasznymi, rozsądnie jest się lękać. Tak więc będąc uzasadnionym i funkcjonalnym przyjmuje formę racjonalną.

## Lęk w koncepcji chrześcijańskiej
Pewne aspekty zjawiska lęku, zwłaszcza te wg myśli Arystotelesa, pozostają niezmienne. Jednak chrześcijaństwo wpływa na postrzeganie lęku w sferach końca ludzkiej egzystencji i uduchowienia. Uznaje bowiem, że trwoga przed Bogiem jest cnotą i objawem dobrego życia. Wskazuje, że człowiek wierzący powinien miłować Boga i jednocześnie lękać się go. Powiązanie tych dwóch aspektów jest podstawą koncepcji chrześcijańskiej. W ustaleniach Soboru Watykańskiego II możemy znaleźć: „w każdym czasie i w każdym narodzie miły jest Bogu, ktokolwiek się Go lęka i postępuje sprawiedliwie”.
Dlatego też lęk przed grzechem staje się kluczowym bodźcem dla chrześcijan, by mu nie ulegać. Pojawia się tutaj również rola sumienia, choć swoje korzenie ma nadal w starożytności (myśl platońska), i strach przed potępieniem w oczach wszechobecnego Boga.

## Lęk w opisie współczesnym
To, co we wczesnym chrześcijaństwie jest kluczową cechą (zespolenie miłości z lękiem), współcześnie traci na znaczeniu. Kościół uznaje bowiem miłość do Boga, jednocześnie dyskredytując lęk przed karą, uznawany dotąd za motywację do działania.
Analizując jednak wszelkie rozważania starożytnych bądź nowożytnych filozofów sprowadzają się one do podobnych wniosków. Mianowicie przyczyną lęku jest sam lęk.

Owo czego też najwięcej się lękam, to strachu: bo też dotkliwszy jest od wszelkiej przygody.

Blaise Pascal wskazując na wpływ wyobraźni i jej odpowiedzialność za tworzenie się lęku potwierdza również dywagacje wielkich myślicieli.
Grupa Willema Arrindela, holenderskiego badacza z dziedziny psychologii zdrowia, osobowości i psychologii klinicznej, wygenerowała kilka czynników, by sklasyfikować lęk w pewnych grupach:
- lęk spowodowany kontaktami interpersonalnymi,
- lęk przed śmiercią, chorobą,
- lęk/fobie na punkcie zwierząt,
- lęk/agorafobia[9].

Jak widać źródła lęku na przestrzeni wieków nie zmieniły swojej formy. Tak jak kiedyś, tak i dziś odczuwamy lęk. Nauczyliśmy się jednak rozpoznawać go, szeregować i szukać kolejnych sposobów na walkę z nim. Tak więc sam schemat postrzegania lęku czy jego natury również pozostaje niemal niezmienny.